# جونغارستان

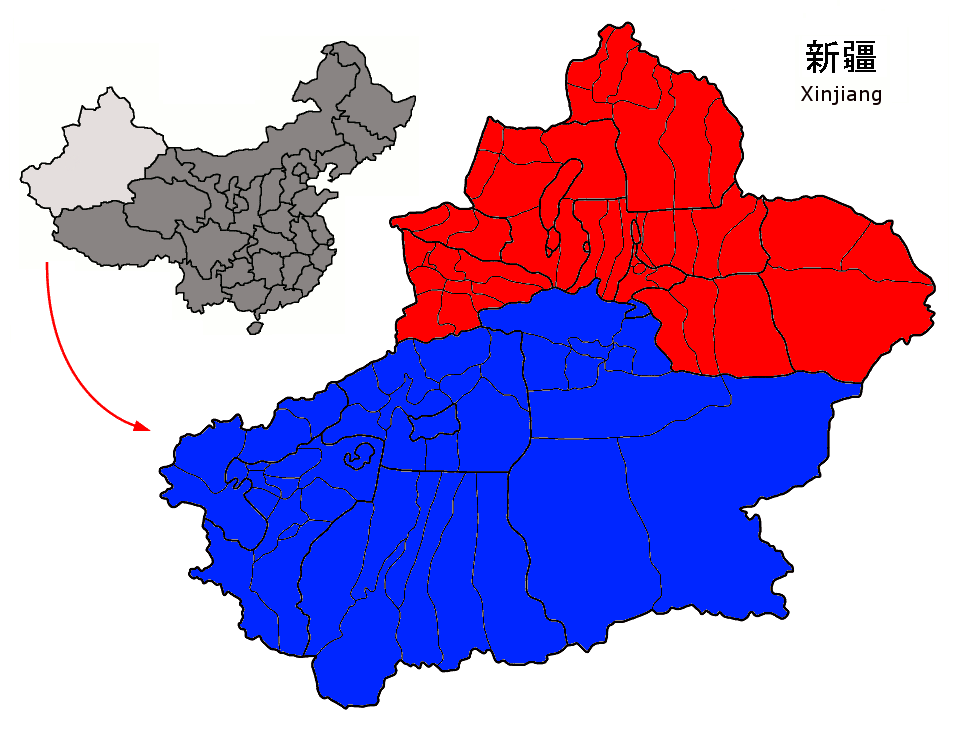
نقشه ایالت سین‌کیانگ چین
جونغارستان
حوضه تاریم

جونغارستان (یا جونغاریه) منطقه‌ای جغرافیایی در شمال باختری چین است که نیمه شمالی استان سین‌کیانگ را تشکیل می‌دهد. مساحت منطقه جونغارستان در حدود ۷۷۷ هزار کیلومتر مربع است که بیشتر آن در سین‌کیانگ واقع شده و بخشی از آن تا مغولستان غربی و شرق قزاقستان نیز ادامه می‌یابد.

## نگارخانه

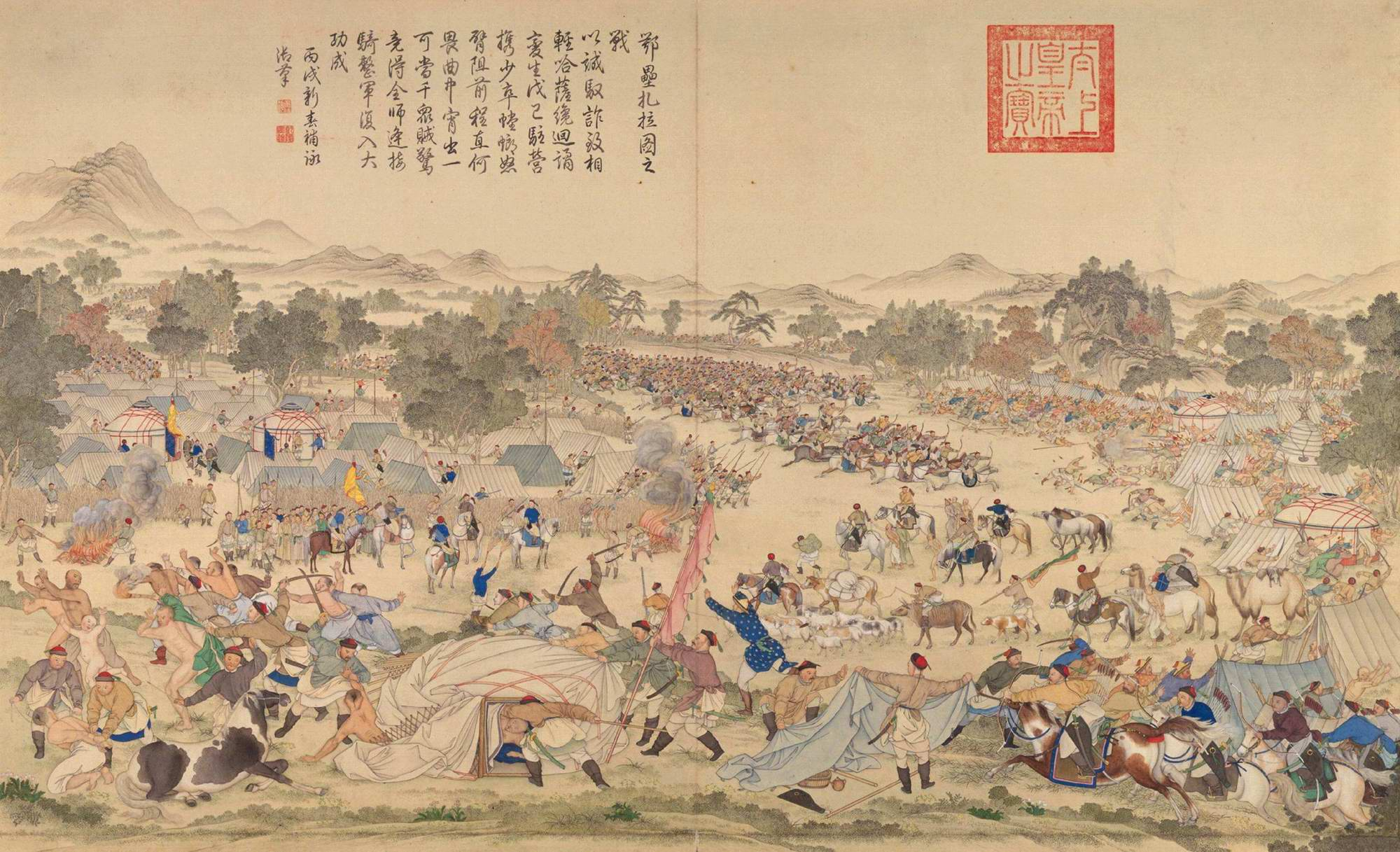
The Battle of Oroi-Jalatu in 1756, between the Manchu and Oirat armies
The Qing Empire ca. 1820
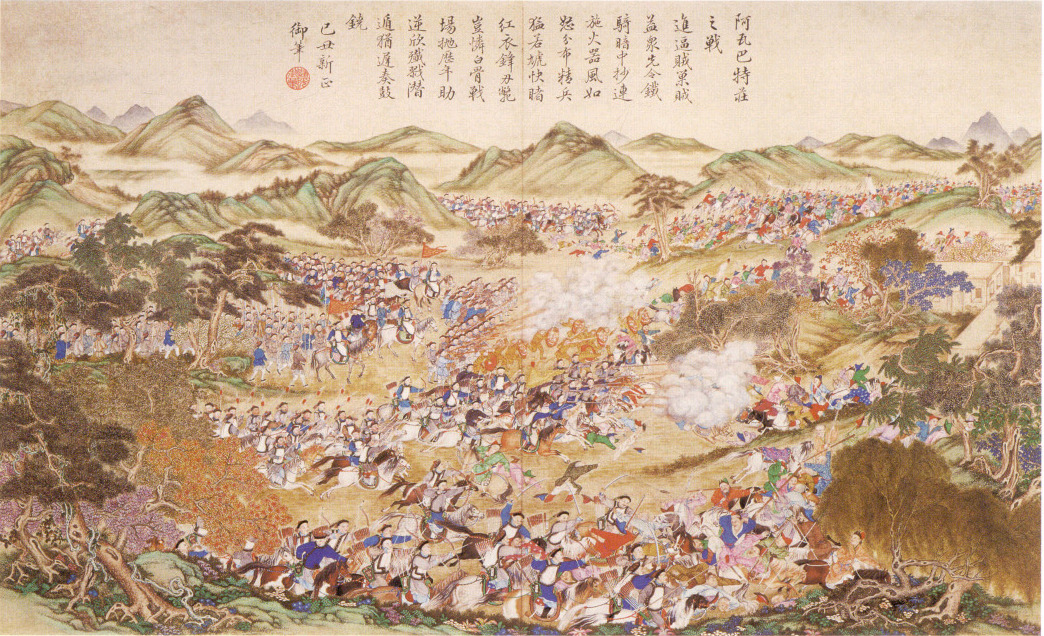
Scene from the 1828 Qing campaign against rebels in Altishahr
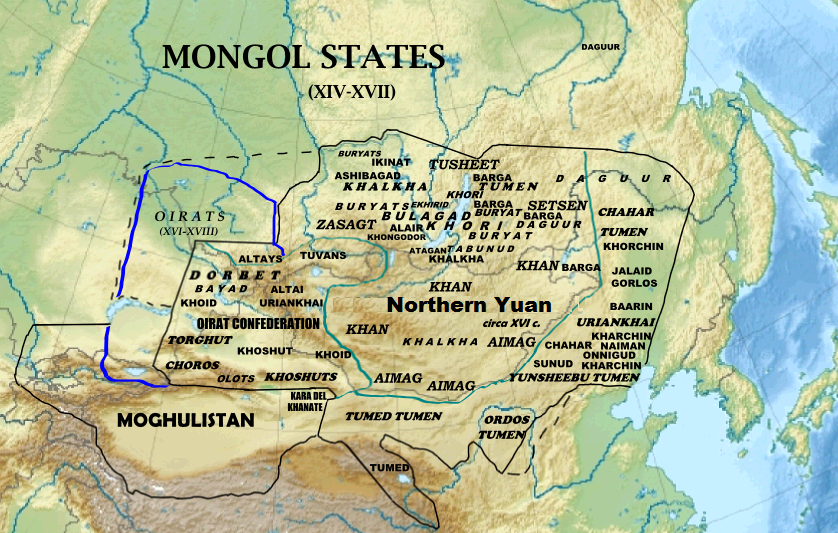
Mongol states from the 14th to the 17th centuries: the Northern Yuan dynasty, Four Oirat, Moghulistan and Kara Del]]
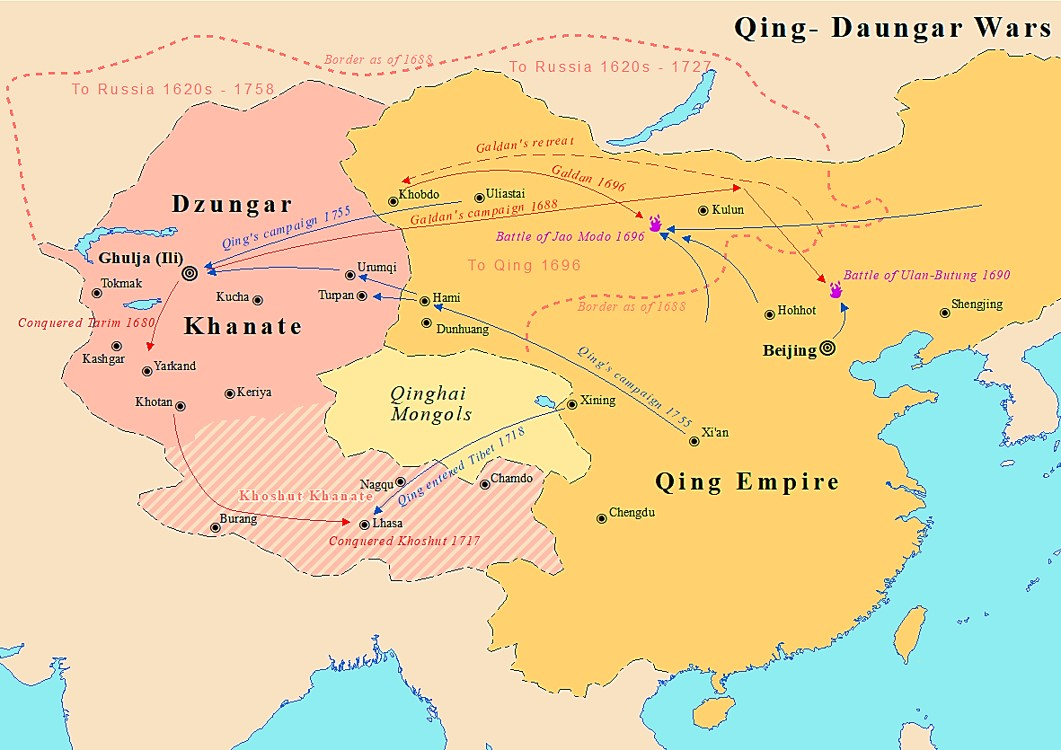
The Dzungar–Qing Wars, between the Qing Dynasty and the Dzungar Khanate